# 伊恩·詹森
伊恩·詹森（英語：Iain Jensen，1988年5月23日—），澳大利亚男子帆船运动员。他曾代表澳大利亚参加2012年和2016年夏季奥林匹克运动会帆船比赛，获得一枚金牌和一枚银牌。